# Dorfkirche Kagar

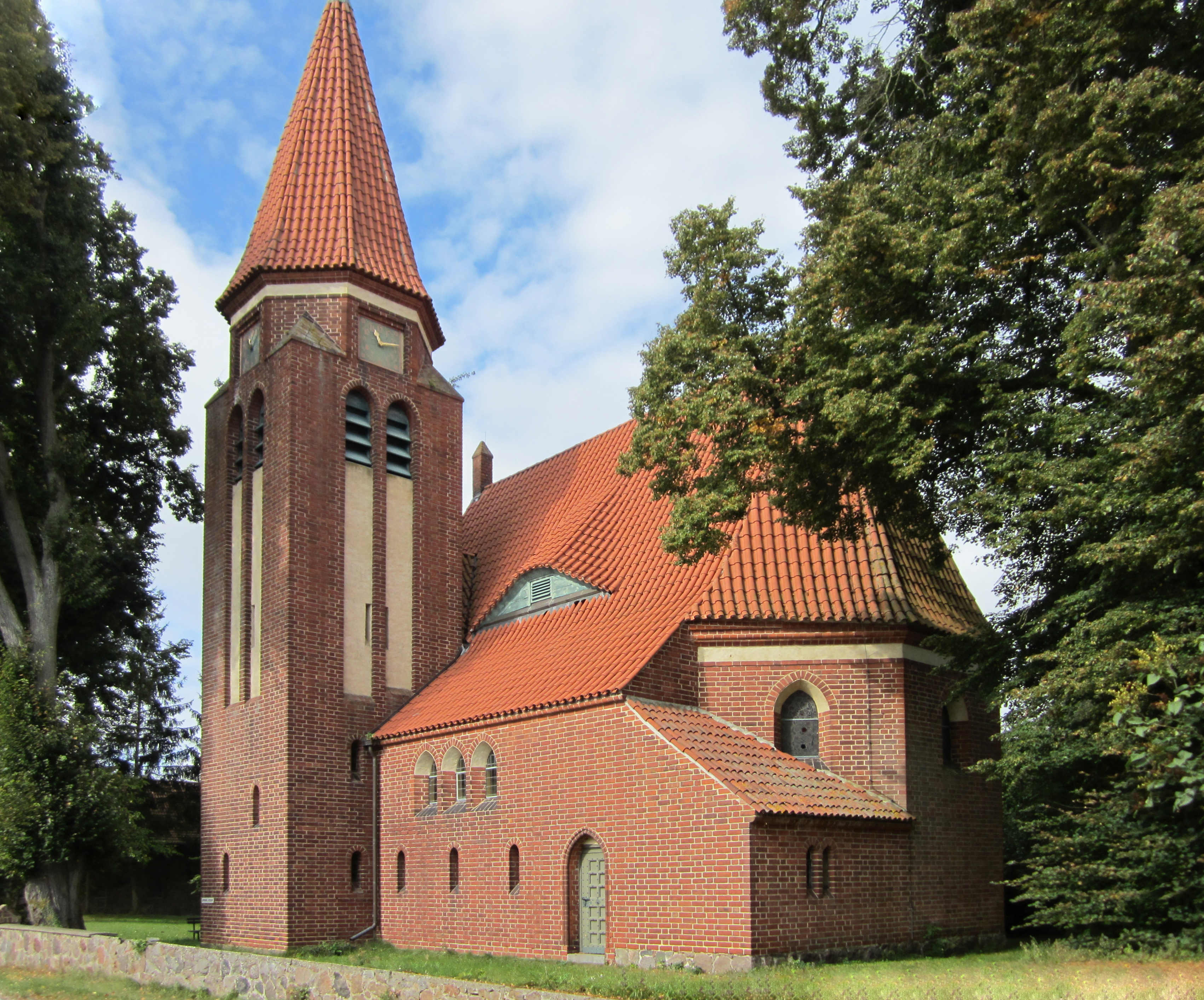
Dorfkirche Kagar

Die evangelische, denkmalgeschützte Dorfkirche Kagar steht in Kagar, einem Ortsteil der Stadt Rheinsberg im Landkreis Ostprignitz-Ruppin in Brandenburg. Die Kirche gehört zum Pfarrbereich Zühlen-Zechliner Land im Kirchenkreis Wittstock-Ruppin der Evangelischen Kirche Berlin-Brandenburg-schlesische Oberlausitz.

## Beschreibung

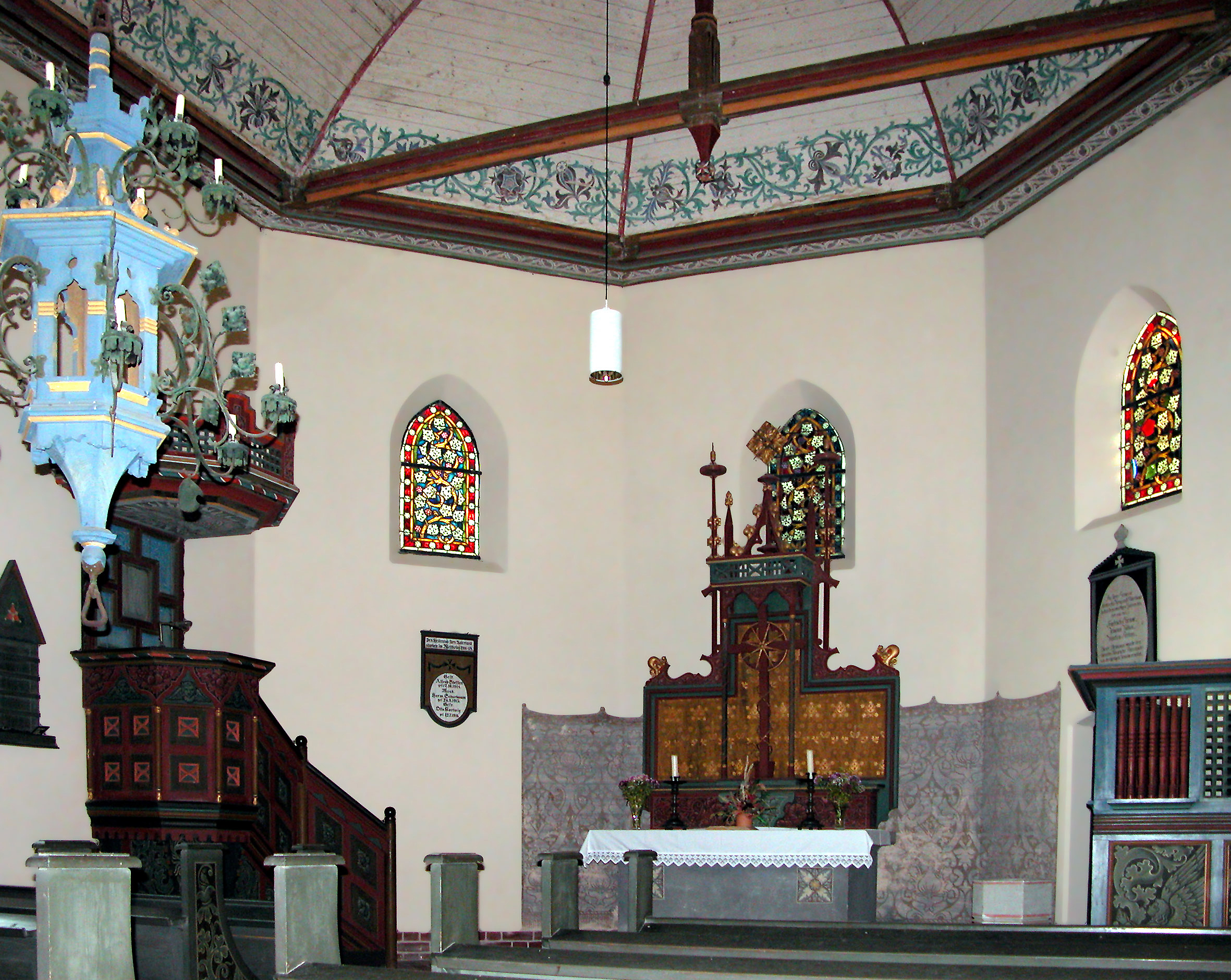
Innenraum mit Kanzel und Altar

Die am 21. Oktober 1909 eingeweihte neugotische Saalkirche wurde ab 1908 anstelle der baufälligen Vorgängerkirche aus unverputzten Backsteinen im Märkischen Verband erbaut. Die Fassade im Südwesten wird aus dem mit einem Staffelgiebel versehenen Langhaus und dem dieses flankierenden Kirchturm mit dem Portal gebildet. Die Blenden im Kirchturm auf quadratischen Grundriss enden im obersten Geschoss in Klangarkaden, hinter denen sich der Glockenstuhl befindet, in dem eine Kirchenglocke hängt, die 1908 von Franz Schilling gegossen wurde. Das aufgestockte, achteckige Geschoss beherbergt eine 1912 gebaute Turmuhr. Darauf sitzt ein achtseitiger, spitzer Helm. An der Südseite des Langhauses befindet sich ein Anbau unter einem Schleppdach mit dem Zugang zur Sakristei bzw. Patronatsloge. Das Satteldach des Langhauses besteht aus Dachziegeln der Form Mönch und Nonne.
Der Innenraum des Langhauses ist mit einem hölzernen Tonnengewölbe überspannt, dessen Gewölbeschub durch Zuganker aufgefangen wird. Zur Kirchenausstattung gehören der 1908/09 gebaute Altar und die Kanzel, an deren Brüstung die vier Evangelisten dargestellt sind. Da Kaiserin Viktoria Auguste den Kirchenneubau finanziell unterstützte, wurde die Patronatsloge eigens für sie eingerichtet, doch hat sie diese wohl niemals benutzt.

## Orgel

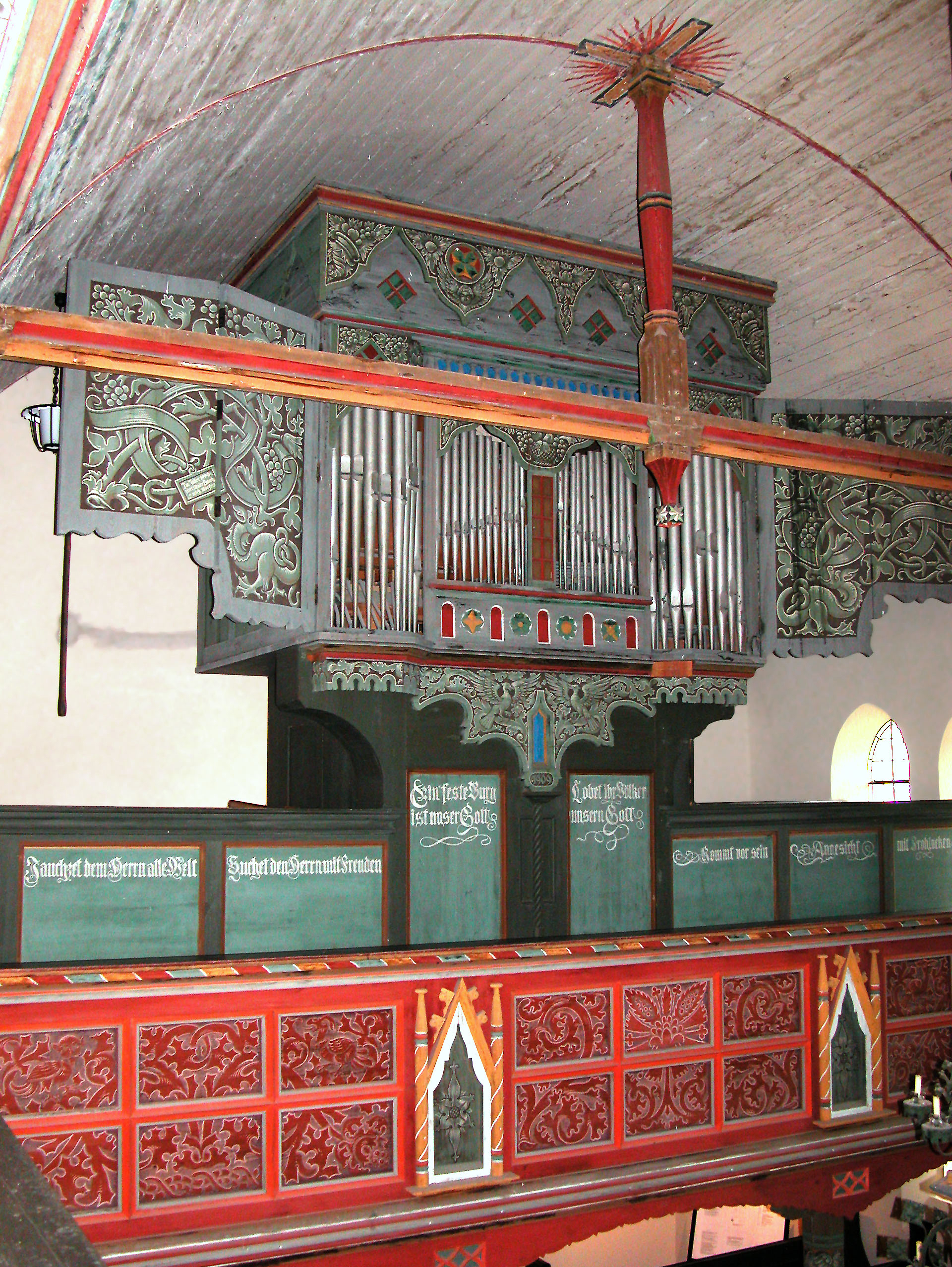
Orgel

Die Orgel auf der Empore im Westen hat fünf Register auf einem Manual und Pedal. Sie wurde am Anfang des 20. Jahrhunderts von Reinhold Voigt aus Stendal gebaut. Sie besitzt einen ungewöhnlichen neobarocken Orgelprospekt mit Flügeltüren. Die 1917 als Metallspende abgegebenen Prospektpfeifen wurden 1968 ersetzt. Die Disposition lautet:
| Manual C–d3 |           |    |
| 1.          | Principal | 8′ |
| 2.          | Hohlflöte | 8′ |
| 3.          | Octave    | 4′ |
| 4.          | Octave    | 2′ |

| Pedal C–d1 |         |     |
| 5.         | Subbass | 16′ |

- Koppeln: I/P, Oktavkoppel I
- Spielhilfen: 4 feste Kombinationen (p, mf, f, ff)
- Traktur: pneumatische Kegelladen